# Polieno

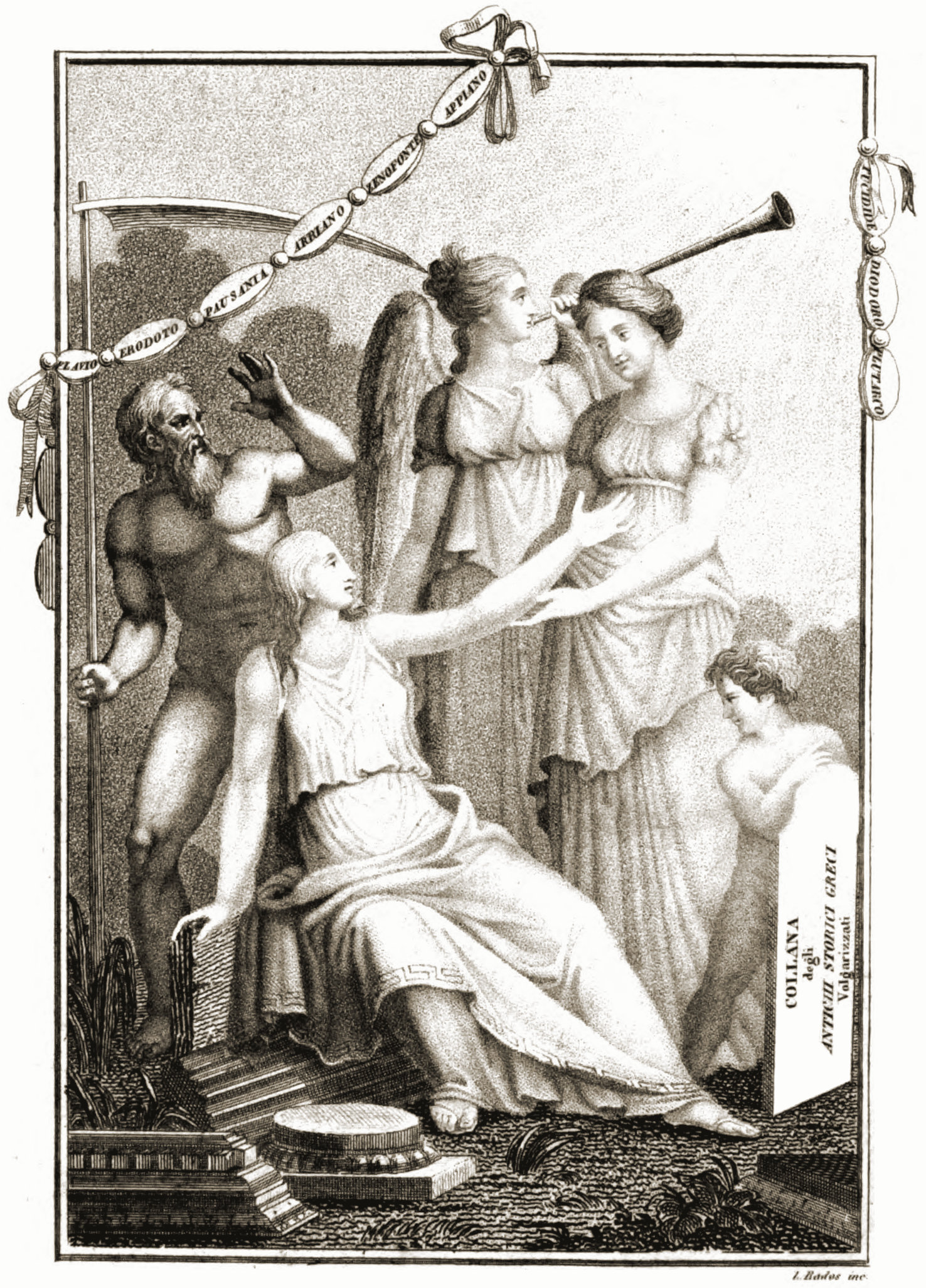
Ilustración de una edición de 1821 de las Estratagemas de Polieno

Polieno (Πoλύαινoς, siglo II) fue un abogado macedonio que escribió sobre materia militar.

## Biografía
Las noticias sobre Polieno son escasísimas: unos comentarios en la Suda y lo que de él se deduce en los prólogos a cada uno de los ocho libros que componen su obra Estratagemas (Στρατηγήματα). 
Por el prólogo del libro I se reconoce el autor como un macedonio al que le viene de herencia el poder vencer en la guerra a los persas. Indica además que ya no está en edad de combatir y reitera que es anciano; en el libro II, asegura que compuso la obra no mientras estaba ocioso, sino ocupado en defender pleitos. Era, pues, un anciano abogado macedonio que compone una obra de carácter militar a base de un cúmulo de anécdotas (unas 900 a lo largo de los ocho libros), que dedica a Marco Aurelio y a Lucio Aurelio Vero, a la sazón emperador y hermano adoptivo del mismo, ante la inminente campaña contra persas y partos del Asia. La campaña, como sabemos, se produce en el 166 d. C: es forzoso pensar que le ocupó a Polieno los años inmediatos a esta fecha. 

## Obra
La Suda le atribuye la autoría de varios libros de táctica, cosa improbable habida cuenta de las deficiencias del autor en esta materia; no es un profesional de la guerra como pudieran serlo Tácito, Polibio o Tucídides; incluso carece del rigor y lucidez de Eneas el Táctico. A veces confunde autores que llevan el mismo nombre o atribuye a un general las estratagemas de otro, como las de Julio César y Pompeyo el Grande. Sin embargo fue considerado en Bizancio un experto en táctica militar y todavía León VI, emperador de Oriente, lo utilizó como fuente para sus Consejos estratégicos en el siglo IX. 
Ciertas noticias del libro VI ofrecen la intención de la obra, pues Polieno aparece como un historiador didáctico, ejemplarizador y utilitarista y recoge sus hechos no para mostrar el pasado, sino como una colección de enseñanzas encaminadas a abastecer a los generales de un número suficiente de artimañas para cada ocasión planteada. Esta propedéutica lo aproxima a Plutarco, (que muere cuarenta años antes de la fecha en la que escribe Polieno; también griego, esta vez beocio), aun sin su sentido moral ni sus capacidades estilísticas. Aquello que para uno debe ser una guía de comportamiento, para este experto abogado se transforma en una enseñanza material, en la que se aprende a salvar las situaciones adversas con todas las mañas posibles. Alardea que va a tratar de narrar hechos verdaderos. No elucubra nuevas soluciones para casos novedosos porque, sin haber experimentado con ellos en el campo de batalla, bien pudieran no funcionar. Los ocho libros de las Strategemata de Polieno terminan por transformarse en una lectura de salón antes que en un manual de campaña, pero tienen importancia porque conserva no pocos textos de autores clásicos ya desaparecidos y de la doxografía. 
Polieno integra, junto a Eneas el Táctico, Onasandro y Vegecio el cuadro de escritores clásicos grecolatinos sobre estrategia militar y poliorcética.
Un manuscrito de Polieno fue propiedad del humanista Diego de Covarrubias (1512-1577). Al menos desde 1781 era propiedad de Don Pedro Rodríguez de Campomanes (1723-1802), primer Conde de Campomanes y Ministro del Rey Carlos III y siguió en la propiedad de sus descendientes hasta 1879. Poco después de 1879 pasó a propiedad de Dan Francisco Fernández y González (1833-1917), profesor y Rector de la Universidad de Madrid.